# 卡拉爾區

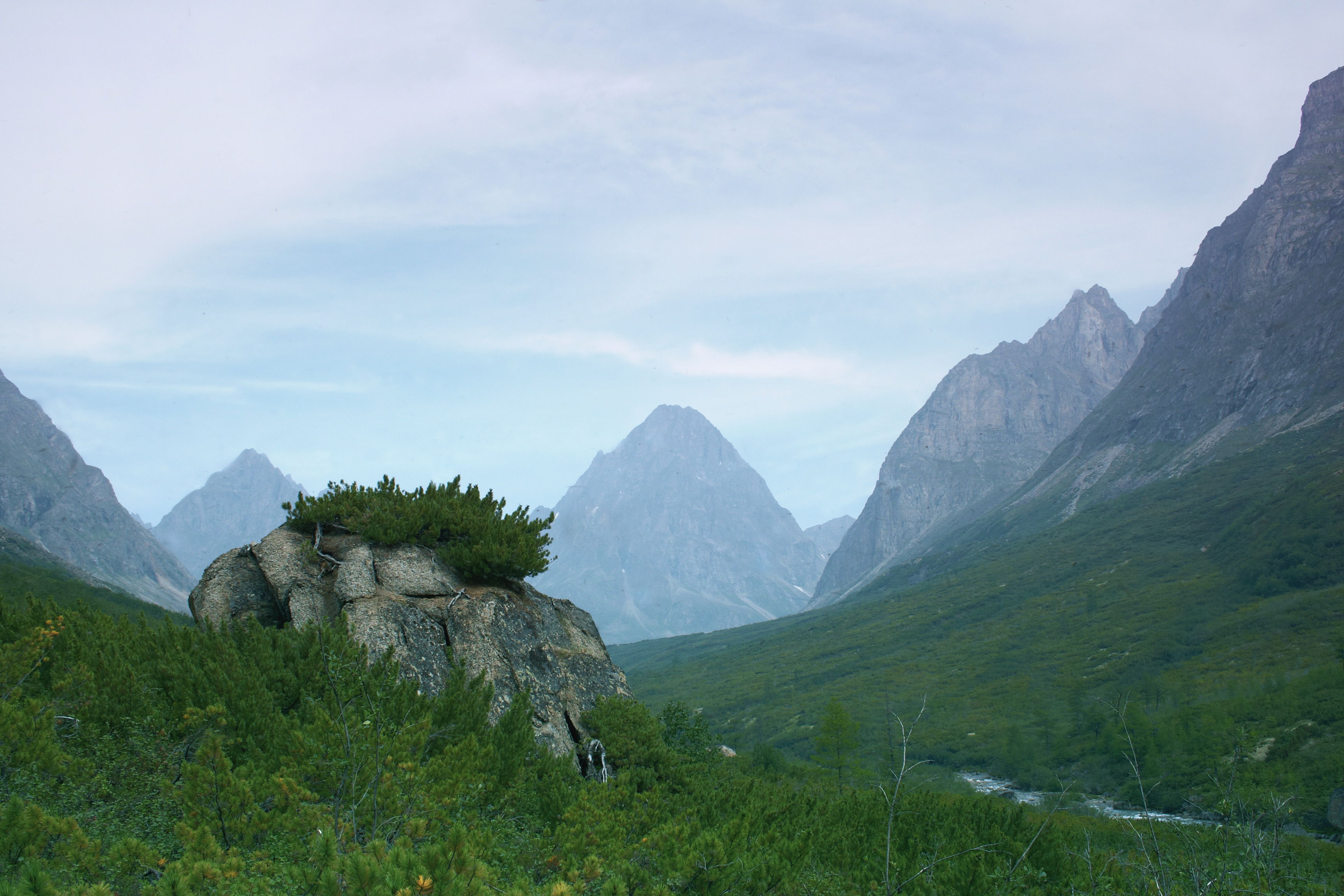

56°30′N 118°30′E / 56.500°N 118.500°E
卡拉爾區（俄语：Каларский район），是俄羅斯的一個區，位於該國西部，由外貝加爾邊疆區負責管轄，始建於1938年9月2日，面積56,800平方公里，2010年人口9,051，人口密度每平方公里0.16人。